# Laskavcovité

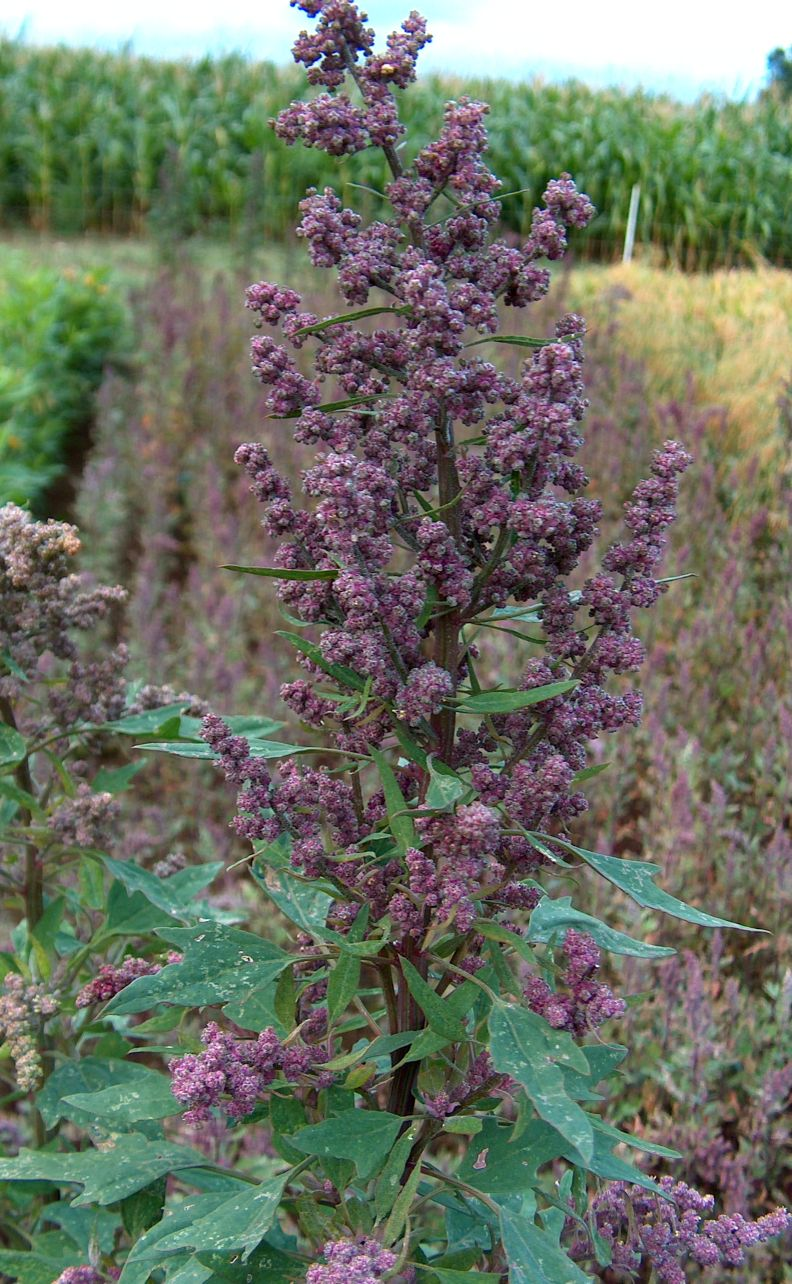
Merlík čilský (Chenopodium quinoa)

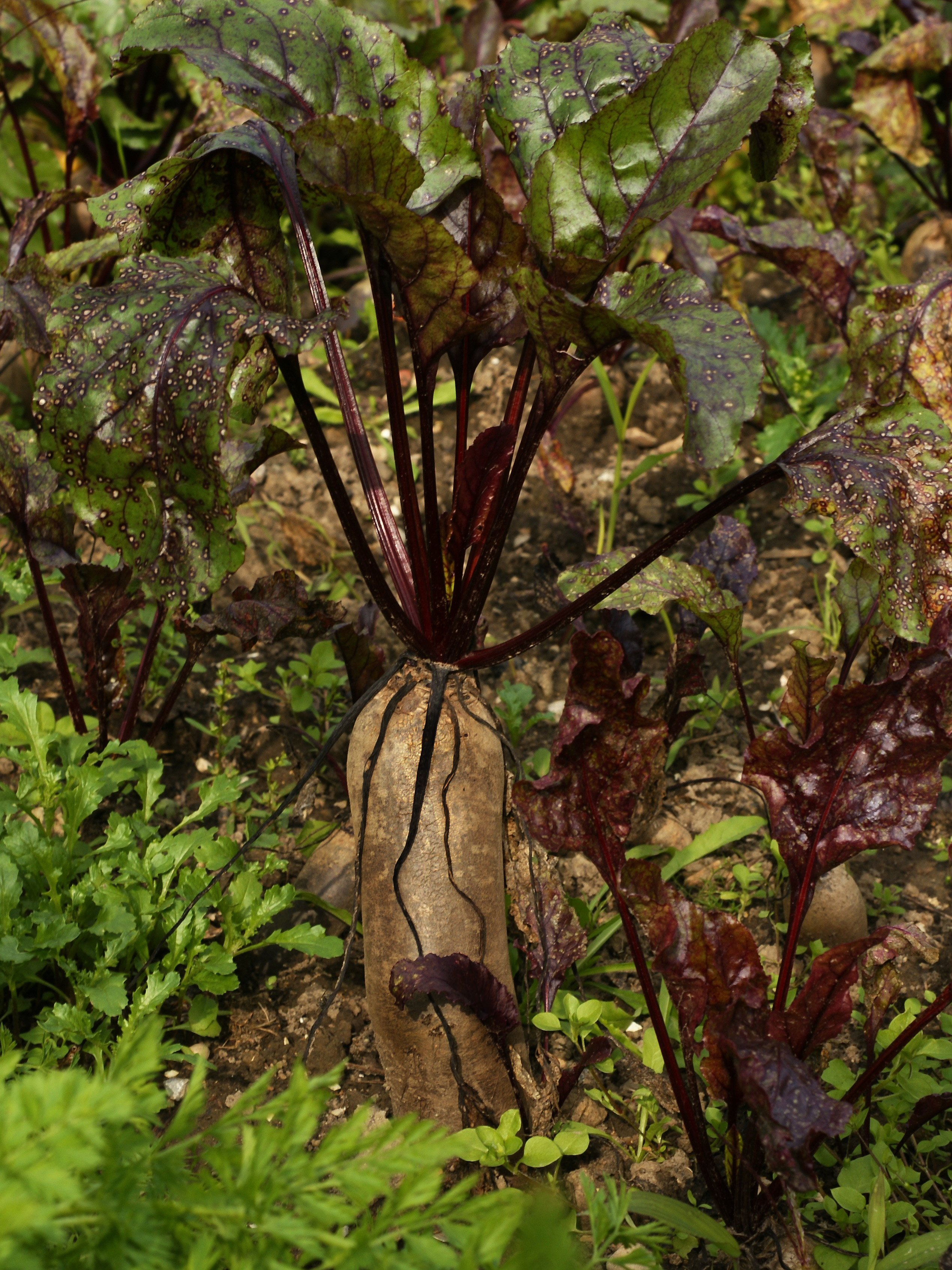
Řepa červená (Beta vulgaris subsp. vulgaris)

Laskavcovité (Amaranthaceae) je čeleď rostlin z řádu hvozdíkotvaré. Při aktualizaci systému taxonomického systému APG z roku 2009 (APG III) byla do čeledi laskavcovitých vřazena bývalá čeleď merlíkovité (Chenopodiaceae).

## Popis
Rostliny čeledi laskavcovitých jsou byliny, řidčeji keře nebo polokeře, jen ojediněle stromy nebo liány s koncentrickými cévními svazky. Některé jsou nitrofilní, halofilní, heliofilní nebo sukulentní rostliny. Listy jsou střídavé nebo vstřícné, bez palistů. Okraje mají celistvé nebo hrubě zubaté.
Květy jsou drobné, uspořádané do vrcholičnatých květenství, většinou klubíček v latách. Květy jsou jednopohlavné i oboupohlavné, obvykle s 5 nenápadnými okvětními lístky, 3 až 5 tyčinkami a svrchním nebo polospodním semeníkem. Plody jsou nažky nebo tobolky.

## Rozšíření
Rostliny čeledi laskavcovitých jsou rozšířeny téměř celosvětově, rostou jak na pouštích tak i hluboko na jihu Ameriky v nehostinných, téměř až antarktických podmínkách v Patagonii. Je to druhově rozsáhlá čeleď, jejíchž některé rostliny původem ve Starém světě osídlily Nový svět a jiné zase naopak. Jsou to rostliny poměrně staré, jejích pyl byl nalezen ve fosiliích z rozhraní druhohor a třetihor (před cca 65 miliony lety).
V čeledi je klasifikováno 174 rodů se zhruba 2050 druhy.

## Klasifikace
Čeleď laskavcovité je rozdělena do pěti podčeledí.
- laskavcové (Amaranthoideae) Jussieu

Rostliny z této podčeledi jsou světlomilné a většinou vyžadují nadbytek dusíku v půdě a kyprou, propustnou zeminu. Převážně jsou jednoleté, méně často víceleté. Bývají byliny nebo polokeře, zřídka keře nebo stromy. Listy mohou být střídavé nebo vstřícné, bez palistů. Květy jsou malé, jednopohlavné nebo oboupohlavné. Kalich bývá čtyřčetný nebo pětičetný, koruna chybí. Prašníků je 5 a pestík je tvořen 2 nebo 3 plodolisty. Květy bývají uspořádány v hustých vrcholových latách nebo klasech. Plodem je většinou tobolka. Rostliny z podčeledi laskavcových u nás se vyskytující, laskavec a nevadlec, jsou nepůvodní, byly k nám zavlečeny. Rostliny této podčeledi rostou ve všech podnebních pásmech vyjma arktických. Podčeleď obsahuje asi 55 rodů, nejrozsáhlejší je laskavec s asi 70 a nevadlec se 65 druhy.
- merlíkové (Chenopodoideae) Burnett

Zahrnuje jednoleté nebo vytrvalé byliny, občas i dřeviny. Lodyhy bylin i listy mají měchýřkovité chlupy které se jeví jako bílý poprašek. Listy, často redukované, jsou střídavé nebo vstřícné. Pravidelné malé květy jsou oboupohlavní. Bývají uspořádány v těsných klubíčkách seřazených do různých květenství. Plodem je většinou nažka. Rostou v celém světě, vyjma oblasti ve Střední Americe, Malajsii a centrální Africe. Tato podčeleď je rodově nejširší v čeledi, obsahuje asi 95 rodů a jen merlík je rozdělován do asi 100 druhů. Nejdůležitější rostlinou z podčeledi je pro naší zeměpisnou oblast rod řepa a pak ještě špenát, ostatní rostliny jsou spíše obtížné plevele.
- pestrovkové (Gomphrenoideae) Kosteletzky

Tato malá podčeleď se 6 rody byla odloučena od podčeledi laskavcových jako monofyletická skupina, morfologicky se od ní odlišuje stavbou prašníku. Rostliny pocházejí z tropů Nového Světa a rozšířily se do oblastí mírného pásma, subtropů i tropů celého světa. Obsahuje tři silné rody: pestrovka má asi 100, Alternanthera 80 a Iresine 70 druhů, které jsou pěstovány jako okrasné rostliny. Pestrovka je zavlečená i do České republiky.
- slanorožcové (Salicornioideae) Kosteletzky

Je to monofyletická skupina která byla oddělena z podčeledi merlíkových. Jsou to dužnaté sukulentní rostliny se silně redukovanými listy a květy na přehoustlých pahýlových větvích, často již odumřelých. Do této podčeledi náleží většinou rostliny odolné nebo přímo vyžadující vysoký obsah soli v půdě, z čehož vyplývá i vysoký osmotický tlak v rostlinném pletivu. Rostou nejčastěji na vnitrozemských slaniskách nebo mořských pobřežích, kde nemají mnoho rovnocenných konkurentů. Jsou územně rozšířeny téměř celosvětově. Čeleď obsahuje asi 15 rodů a 90 druhů, nejsilnějšími rody jsou slanorožec s asi 10 druhy a Sarcocornia s 15 druhy. V naší oblasti rostliny bez praktické možnosti využití.
- slanobýlové (Salsoloideae) Kosteletzky

Je to systematicky velice obtížná skupina, proto jsou do této podčeledě nejednotně řazeny 2 až 4 rody. Byla vyčleněna s podčeledi merlíkových. Rozšíření, nároky na prostředí a význam je obdobný jako u podčeledi slanorožcových. Rod slanobýl má asi 130 a rod solnička asi 110 druhů.

## Zástupci
- anabasie (Anabasis)
- bělostník (Krascheninnikovia, syn. Ceratonia)
- bosea (Bosea)
- bříšť (Axyris)
- bytel (Kochia, syn. Bassia)
- hablicie (Hablitzia)
- chruplavník (Polycnemum)
- irezína (Iresine)
- laskavec (Amaranthus)
- lebeda (Atriplex)
- merlík (Chenopodium)
- nevadlec (Celosia)
- ostroplevka (Achyranthes)
- pestrovka (Gomphrena)
- plevuňka (Alternanthera)
- podivka (Monolepis)
- pokamenka (Lithophila)
- ptilotus (Ptilotus)
- řepa (Beta)
- saxaul (Haloxylon)
- slanobýl (Salsola)
- slanorožec (Salicornia)
- solnička (Suaeda)
- střídaul (Aerva)
- špenát (Spinacia)
- trnoplodka (Sclerolaena)
- velbloudník (Corispermum)[4][5]

## Význam
Rostliny z čeledi laskavcovitých nemají ve středoevropské oblasti, až na čestné výjimky, velkého významu. Za nejdůležitější rostlinu lze považovat pouze řepu, která má zásadní význam pro výrobu cukru a pro krmení některých hospodářských zvířat (silážovaný chrást a bulvy). Omezený potravinářský význam mají ještě špenát a znovu řepa (červená), případně i merlík pro zeleninové saláty a amarant pěstovaný pro výrobu bezlepkové mouky.
Mnohem zásadnější význam má pěstování laskavce krvavého nebo merlíku čilského ve Střední Americe a přilehlých oblastech a také v některých částech Asie, kde nahrazuje naše obiloviny. Laskavec krvavý je perspektivní rostlinou pro "zelenou energií", z jeho až 1,8 metrů vysokých rostlin lze získat velké množství biomasy, kterou lze po usušení dobře a efektivně spalovat.
Některé druhy rostlin laskavec, nevadlec, Alternanthera i Iresine se pěstují jako oblíbené zahradní rostliny. Ze semen amarantu se získávají látky snižující tuky a cholesterol v krvi a posilující imunitní systém.

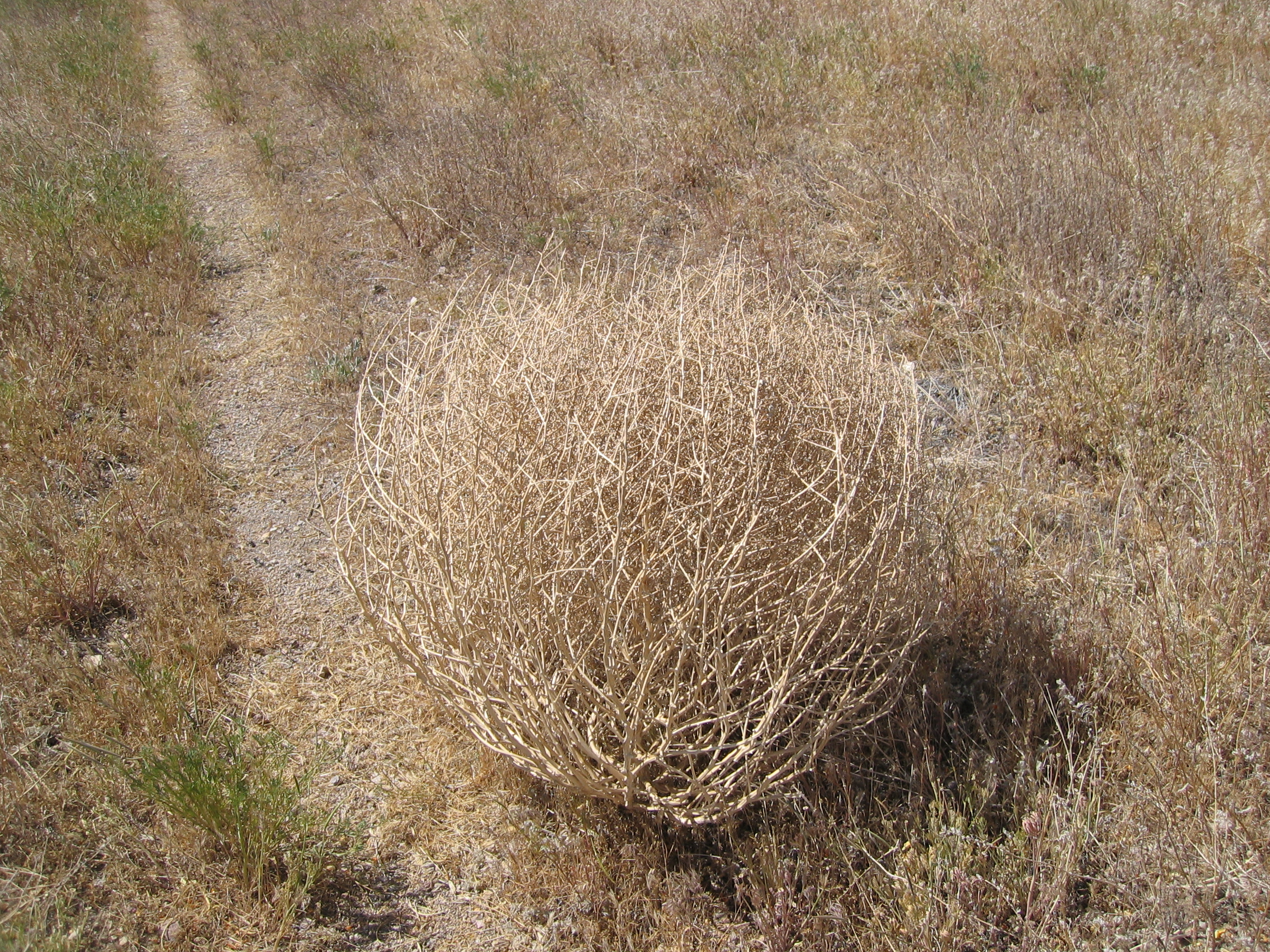
Tumbleweed (laskavec bílý) bývá unášen větrem a filmaři je často využíván v opuštěných westernových městech.

## Ohrožené druhy
Vyhláška MŽP ČR č. 395/1992 Sb., ze dne 11.6.1992, o ochraně přírody a krajiny, považuje za kriticky ohrožené druhy C 1 tyto dvě rostliny z čeledi laskavcovitých:
- bytel rozprostřený Kochia prostrata,
- solnička panonská Suaeda pannonica.[8]

## Seznam rodů
Achyranthes,
Achyropsis,
Acroglochin,
Aerva,
Agathophora,
Agriophyllum,
Allenrolfea,
Allmania,
Allmaniopsis,
Alternanthera,
Amaranthus,
Anabasis,
Anthochlamys,
Aphanisma,
Archiatriplex,
Arthraerva,
Arthrocaulon,
Arthroceras,
Arthrophytum,
Atriplex,
Axyris,
Baolia,
Bassia,
Beta,
Bienertia,
Blitum,
Blutaparon,
Bosea,
Calicorema,
Camphorosma,
Caroxylon,
Celosia,
Centema,
Centemopsis,
Centrostachys,
Ceratocarpus,
Chamissoa,
Charpentiera,
Chenopodiastrum,
Chenopodium,
Chionothrix,
Climacoptera,
Corispermum,
Cornulaca,
Cyathobasis,
Cyathula,
Cycloloma,
Cyphocarpa,
Darniella,
Dasysphaera,
Deeringia,
Didymanthus,
Digera,
Dissocarpus,
Dysphania,
Enchylaena,
Eokochia,
Eremophea,
Eriostylos,
Etriplex,
Exomis,
Fredolia,
Froelichia,
Froelichiella,
Girgensohnia,
Gomphrena,
Gossypianthus,
Grayia,
Grubovia,
Guilleminea,
Hablitzia,
Halarchon,
Halimocnemis,
Halocharis,
Halocnemum,
Halogeton,
Halopeplis,
Halostachys,
Halothamnus,
Haloxylon,
Hebanthe,
Hebanthodes,
Hemichroa,
Henonia,
Herbstia,
Hermbstaedtia,
Heterostachys,
Holmbergia,
Horaninowia,
Iljinia,
Indobanalia,
Irenella,
Iresine,
Kali,
Kalidium,
Kaviria,
Kelita,
Kirilowia,
Krascheninnikovia,
Lagenantha,
Lagrezia,
Lecosia,
Leucosphaera,
Lipandra,
Lithophila,
Lopriorea,
Maireana,
Malacocera,
Marcelliopsis,
Mechowia,
Microcnemum,
Microgynoecium,
Micromonolepis,
Micropeplis,
Nanophyton,
Nelsia,
Neobassia,
Neocentema,
Neokochia,
Nitrophila,
Noaea,
Nothosaerva,
Nototrichum,
Nucularia,
Nyssanthes,
Ofaiston,
Omegandra,
Oreobliton,
Oreosalsola,
Osteocarpum,
Oxybasis,
Panderia,
Pandiaka,
Pedersenia,
Petrosimonia,
Pfaffia,
Piptoptera,
Pleuropetalum,
Pleuropterantha,
Polycnemum,
Polyrhabda,
Proatriplex,
Pseudogomphrena,
Pseudoplantago,
Pseudosericocoma,
Psilotrichopsis,
Psilotrichum,
Ptilotus,
Pupalia,
Pyankovia,
Quaternella,
Rhaphidophyton,
Rosifax,
Roycea,
Salicornia,
Salsola,
Saltia,
Sclerochlamys,
Sclerolaena,
Sedobassia,
Sericocoma,
Sericocomopsis,
Sericorema,
Sericostachys,
Sevada,
Siamosia,
Spinacia,
Spirobassia,
Stelligera,
Stilbanthus,
Stutzia,
Suaeda,
Suckleya,
Surreya,
Sympegma,
Tecticornia,
Threlkeldia,
Tidestromia,
Traganopsis,
Traganum,
Trichuriella,
Turania,
Volkensinia,
Wadithamnus,
Woehleria,
Xylosalsola